# Stazione di Monaco-Monte Carlo (1868)
La stazione di Monaco-Monte Carlo (in francese gare de Monaco-Monte-Carlo) è stata la prima stazione ferroviaria del Principato di Monaco, situata sulla linea Marsiglia–Ventimiglia, era a servizio della capitale del principato.

## Storia

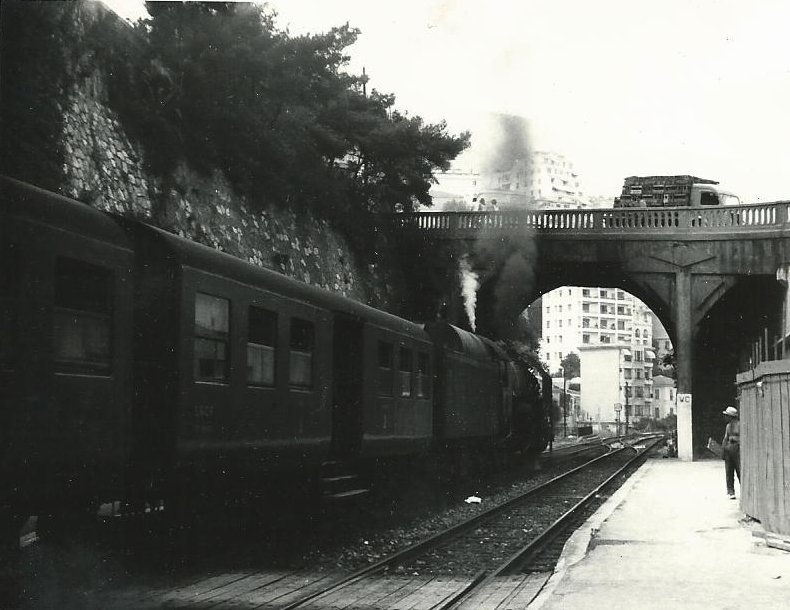
Un treno in sosta in stazione nel 1965.

La stazione era ubicata nel quartiere monegasco di La Condamine, il secondo più antico quartiere del Principato di Monaco dopo Monaco Vecchia.
La stazione fu inaugurata nel 18 ottobre 1868 insieme alla tratta Nizza-Monaco con il nome di Monaco: cinque treni collegavano Monaco alla stazione di Nizza mediamente in quarantacinque minuti. A quel tempo, la popolazione monegasca superava appena i 1.200 abitanti mentre il turismo era in forte espansione.
Negli anni cinquanta venne costruito un tunnel sulla linea Marsiglia-Ventimiglia per deviare il tracciato più a nord e nel 1965 è a seguito di questa deviazione e alla conseguente dismissione della stazione di Monte Carlo, prese la denominazione Monaco-Monte Carlo.
Avendo poi il Principe di Monaco voluto recuperare l'area occupata dalla ferrovia situata a ovest del tunnel costruito negli anni cinquanta, venne realizzata una nuova deviazione, con la realizzazione di un tunnel e di una nuova stazione.
Il 7 dicembre 1999, nell'anno dei lavori nel Principato di Monaco per la celebrazione dei 50 anni di regno di Ranieri III, venne inaugurata la nuova stazione che comportò la dismissione della stazione di Monaco-Monte Carlo.
Dopo la dismissione la stazione venne demolita negli anni duemila e al suo posto venne costruito un palazzo.
Fino agli anni sessanta il fabbricato viaggiatori era diverso da quello che è stato dismesso nel 1999.